# Santa Flora, Mexiko
Santa Flora är en ort i Mexiko.   Den ligger i kommunen San Felipe Usila och delstaten Oaxaca, i den sydöstra delen av landet, 300 km sydost om huvudstaden Mexico City. Santa Flora ligger 89 meter över havet och antalet invånare är 259.
Terrängen runt Santa Flora är kuperad åt nordväst, men åt sydost är den bergig. Santa Flora ligger nere i en dal. Runt Santa Flora är det ganska glesbefolkat, med 42 invånare per kvadratkilometer. Närmaste större samhälle är San Felipe Usila, 8,9 km sydväst om Santa Flora. I omgivningarna runt Santa Flora växer i huvudsak städsegrön lövskog.